# Св. св. Константин и Елена (Варна)
Вижте пояснителната страница за други значения на свети свети Константин и Елена.
„Св. св. Константин и Елена“ е манастир, разположен в центъра на едноименния курорт край Варна, България.

## История
Най-старото споменаване на манастира е от XVIII век в книгата на известния руски пътешественик Виктор Тепляков „Писма от България“. Според предания още от XVI век на територията съществува монашеско братство. По време на Руско-турската война от 1828 – 1829 година манастирът е разрушен, но няколко години след това започва неговото възстановяване. До създаването на Българската екзархия манастирът е под управлението на Вселенската патриаршия, Приходите от манастира са използвани за подържане на гръцките училища във Варна и на стипендианти в Гърция. Архивният фонд на Варненската Гръцка община не е запазен цялостно, но днес са достъпни списък на акционерите, които участват в строежа на манастира (от 1885) и преписка по заведеното от Окръжната постоянна комисия дело за собственост на същия манастир.
Манастирът се състои от католикон, камбанария и двор. Манастирът е обновен в 1972 година. От същата година са фреските в църквата, която е наполовина вкопана в земята. Дървеният купол на църквата е много впечатляващ с богатата си украса от дърворезба от вътрешната страна.